# Ferrante Gonzaga (1544-1586)
Ferrante Gonzaga (Castel Goffredo, 28 luglio 1544 – Milano, 13 febbraio 1586) è stato un nobile e condottiero italiano, primo marchese di Castiglione.

## Biografia

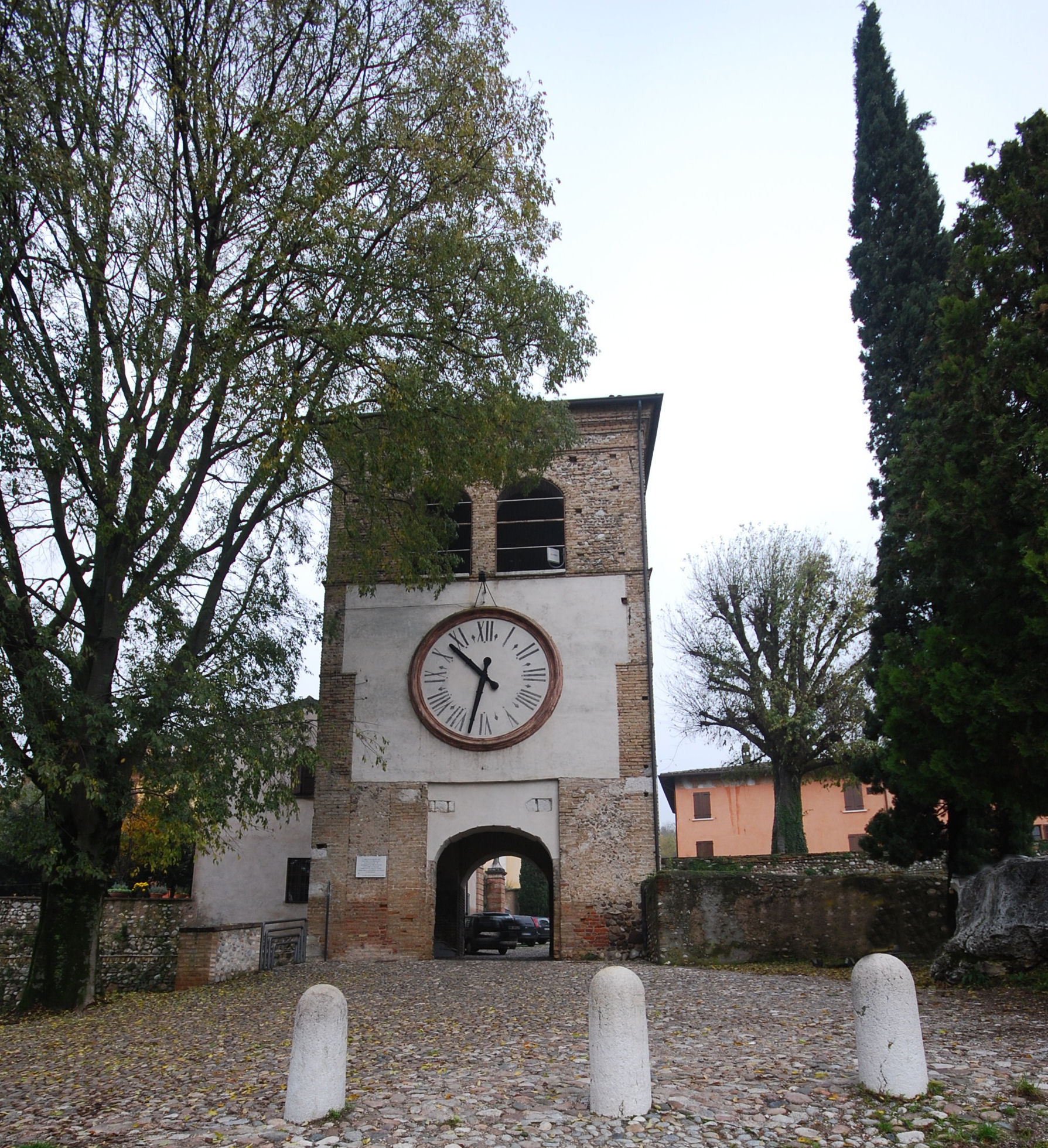
Castiglione delle Stiviere, il castello.

Noto anche come Ferdinando, fu il figlio secondogenito di Aloisio Gonzaga e di Caterina Anguissola che alla morte del padre ereditò il feudo di Castiglione e il 20 marzo 1559 ottenne, tramite il nunzio Alessandro Pomello, l'investitura dall'imperatore Ferdinando I d'Asburgo per il feudo di Castiglione. Nello stesso anno Ferrante si recò in Spagna, dove trascorse parecchi anni della sua vita, per completare la sua educazione.  Nel 1561 ritornò a Castiglione. Nel 1565 fu a Vienna per perorare presso l'imperatore la causa dei possedimenti Gonzaga nel Monferrato. 
Nel 1566 fu nuovamente in Spagna dove si innamorò di donna Marta Tana di Santena da Chieri, figlia del barone Baldassare e di Anna Della Rovere ed il 15 novembre si unirono in matrimonio facendo poi rientro a Castiglione. Ebbero otto figli.
Il 9 marzo 1568 nacque il primogenito, Luigi, futuro Santo. Nel 1570 nuovamente in Spagna, partecipò alla guerra di Granada contro i Mori e rimase fino nel 1571, quando ottenne dall'imperatore Massimiliano II il titolo di marchese e si apprestò ad ampliare la sua residenza. Nel 1577, per evitare la peste che contagiò anche Castiglione, si mise in viaggio con la famiglia per il Monferrato dove ebbe un attacco di gotta che lo costrinse a lunghi periodi di cure. Nel 1579 fu a Venezia per dirimere una questione circa i confini dei due stati.

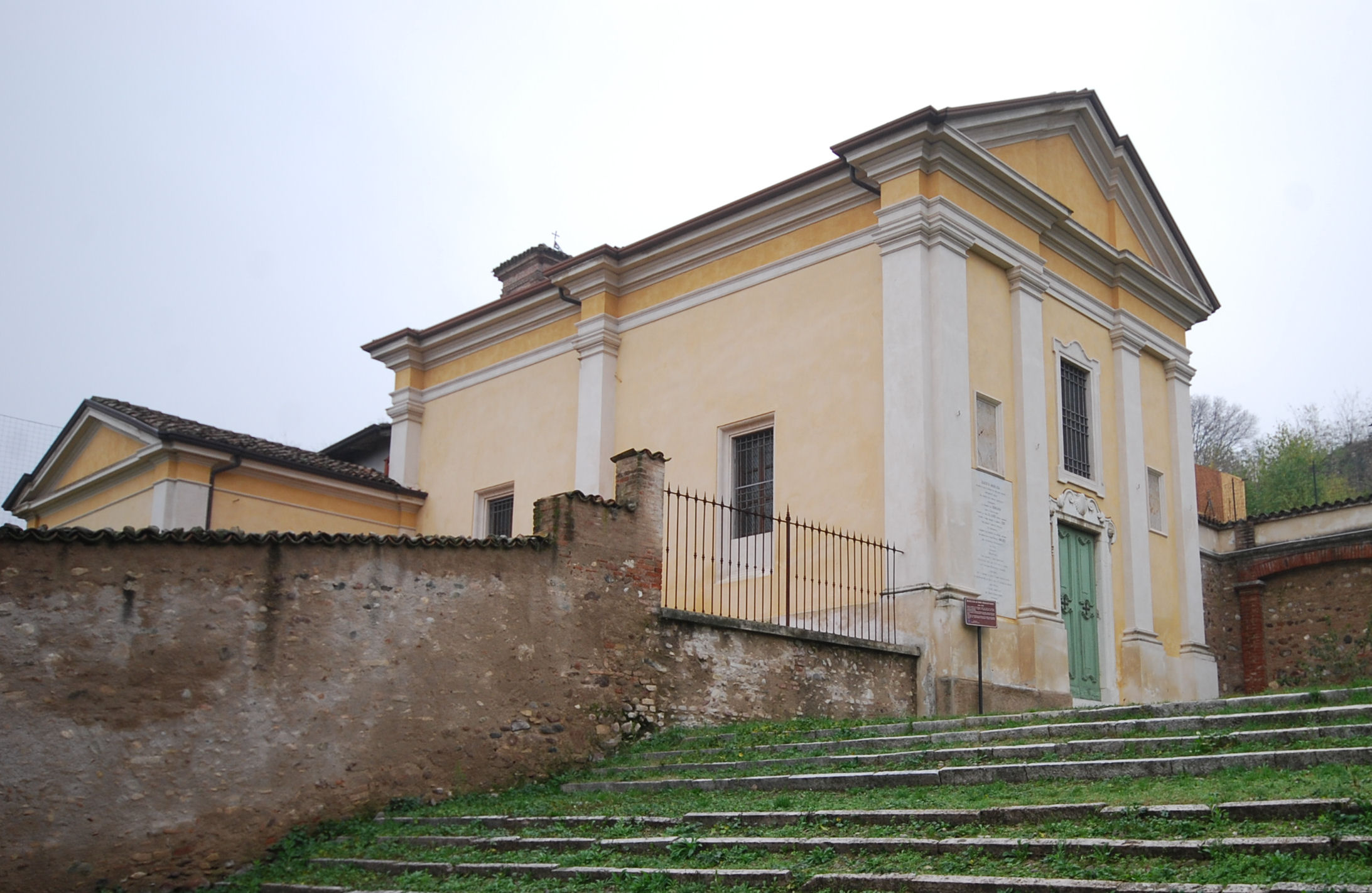
Castiglione delle Stiviere, basilica di San Sebastiano, fatta costruire da Ferrante Gonzaga in segno di ringraziamento per essere scampato alla peste del 1576

Nel dicembre lasciò Castiglione con la moglie per Casale, dove aveva ricevuto dal duca Guglielmo la carica di governatore del Monferrato, col difficile compito di rafforzare anche militarmente la città contro i sudditi che consideravano i Gonzaga come usurpatori. Dal 1582 al 1584 fu ancora in Spagna e Portogallo, mentre peggioravano le sue condizioni di salute. Nel 1584 fece definitivamente ritorno nelle sue terre, mentre il figlio primogenito Luigi si ritirava nel convento di Santa Maria, alle porte di Castiglione, rinunciando nel 1585 al marchesato a favore del fratello Rodolfo. Morì a Milano il 13 febbraio 1586 a 42 anni.
Il suo corpo giunse a Castiglione delle Stiviere nella sera del giorno 15 e collocato nella chiesetta del convento di San Pietro. Per suo volere, il 17 febbraio, fu sepolto nella chiesa di San Francesco a Mantova, mausoleo dei Gonzaga.

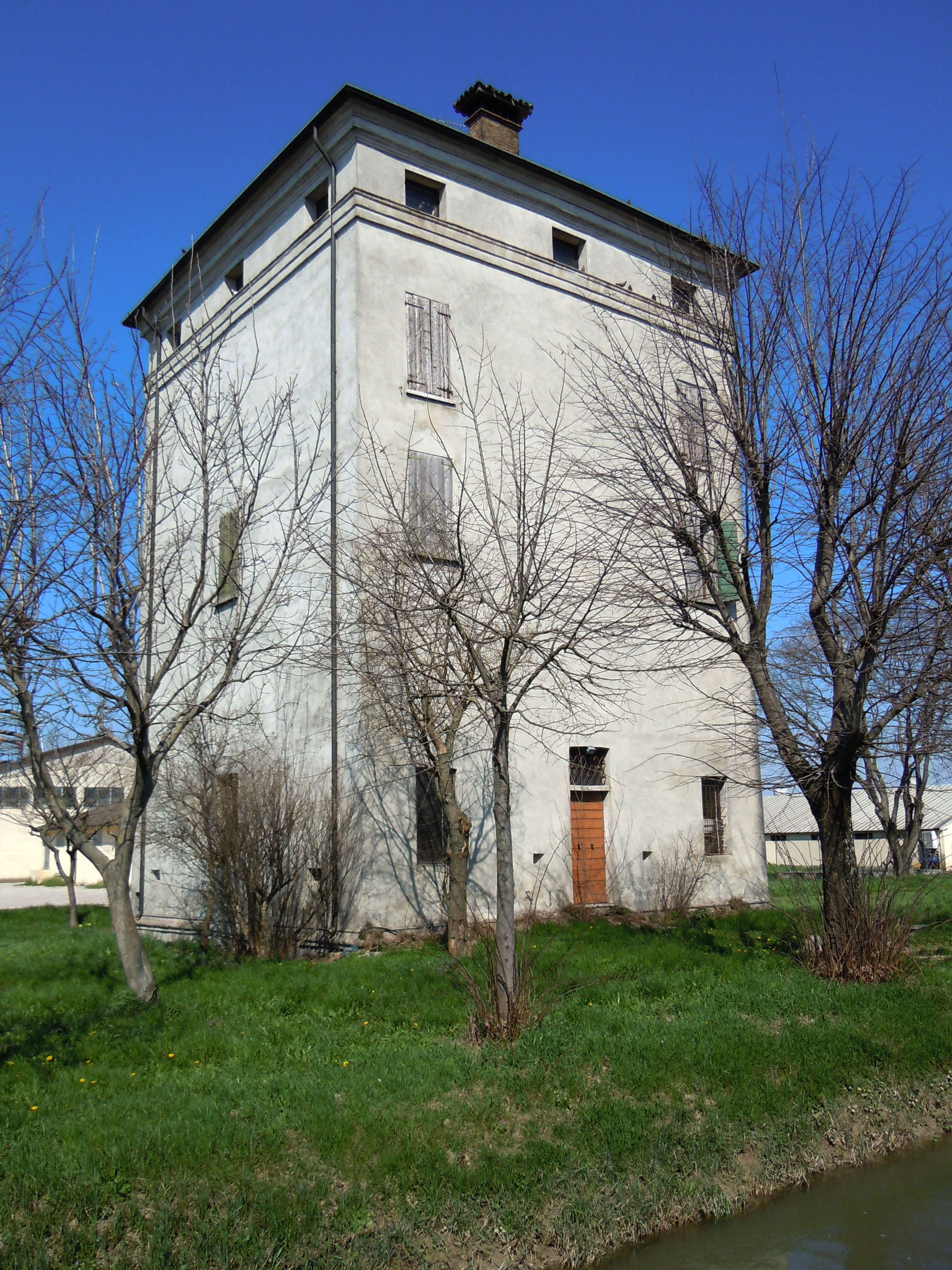
San Martino Gusnago, Torre di Corte Nuova, eretta nel 1576 da Ferrante Gonzaga

## Discendenza
Ferrante e Marta ebbero otto figli:
- Luigi il Santo (1568 – 1591), abbandonò il feudo per la vita religiosa;
- Rodolfo (1569 – 1593), secondo marchese di Castiglione;
- Ferrante (15 aprile 1570 – 9 maggio 1577);
- Carlo (Didaco) (19 febbraio 1572 – 23 agosto 1574);
- Isabella (12 novembre 1574 – 5 ottobre 1593), damigella alla corte di Spagna;
- Francesco (1577 – 1616), terzo marchese di Castiglione;
- Cristierno (1580 – 1630), marchese di Solferino e tutore del nipote Luigi  (1611-1636), ebbe tre figli, Luigia (1611-1630), Carlo (1616-1680) e Francesco (1618-1630) ;
- Diego (1582 – 1597).

## Ascendenza
|                         |                     |                            | Genitori                       |  |  | Nonni |  |  | Bisnonni            |  |  | Trisnonni               |  |
|                         |                     |                            |                                |  |  |       |  |  | Ludovico II Gonzaga |  |  | Gianfrancesco I Gonzaga |  |
|                         |                     |                            |                                |  |  |       |  |  | Ludovico II Gonzaga |  |  | Gianfrancesco I Gonzaga |  |
|                         |                     | Paola Malatesta            |                                |  |  |       |  |  | Ludovico II Gonzaga |  |  |                         |  |
| Rodolfo Gonzaga         |                     |                            |                                |  |  |       |  |  | Ludovico II Gonzaga |  |  |                         |  |
|                         |                     | Barbara di Brandeburgo     | Giovanni l'Alchimista          |  |  |       |  |  |                     |  |  |                         |  |
|                         |                     | Barbara di Brandeburgo     | Giovanni l'Alchimista          |  |  |       |  |  |                     |  |  |                         |  |
|                         |                     | Barbara di Brandeburgo     | Barbara di Sassonia-Wittenberg |  |  |       |  |  |                     |  |  |                         |  |
| Aloisio Gonzaga         |                     | Barbara di Brandeburgo     |                                |  |  |       |  |  |                     |  |  |                         |  |
|                         |                     | Gianfrancesco I Pico       | Giovanni I Pico                |  |  |       |  |  |                     |  |  |                         |  |
|                         |                     | Gianfrancesco I Pico       | Giovanni I Pico                |  |  |       |  |  |                     |  |  |                         |  |
|                         |                     | Gianfrancesco I Pico       | Caterina Bevilacqua            |  |  |       |  |  |                     |  |  |                         |  |
| Caterina Pico           |                     | Gianfrancesco I Pico       |                                |  |  |       |  |  |                     |  |  |                         |  |
|                         |                     | Giulia Boiardo             | Feltrino Boiardo               |  |  |       |  |  |                     |  |  |                         |  |
|                         |                     | Giulia Boiardo             | Feltrino Boiardo               |  |  |       |  |  |                     |  |  |                         |  |
|                         |                     | Giulia Boiardo             | Guiduccia da Correggio         |  |  |       |  |  |                     |  |  |                         |  |
| Ferrante Gonzaga        |                     | Giulia Boiardo             |                                |  |  |       |  |  |                     |  |  |                         |  |
|                         | Giovanni Anguissola | Bernardo Anguissola        |                                |  |  |       |  |  |                     |  |  |                         |  |
|                         | Giovanni Anguissola | Bernardo Anguissola        |                                |  |  |       |  |  |                     |  |  |                         |  |
|                         | Giovanni Anguissola | Sveva Sanseverino          |                                |  |  |       |  |  |                     |  |  |                         |  |
| Gian Giacomo Anguissola | Giovanni Anguissola |                            |                                |  |  |       |  |  |                     |  |  |                         |  |
|                         |                     | Caterina Torelli           | Cristoforo II Torelli          |  |  |       |  |  |                     |  |  |                         |  |
|                         |                     | Caterina Torelli           | Cristoforo II Torelli          |  |  |       |  |  |                     |  |  |                         |  |
|                         |                     | Caterina Torelli           | Ippolita Sanseverino d'Aragona |  |  |       |  |  |                     |  |  |                         |  |
| Caterina Anguissola     |                     | Caterina Torelli           |                                |  |  |       |  |  |                     |  |  |                         |  |
|                         |                     | Daniele II Radini Tedeschi | Lazzaro Radini Tedeschi        |  |  |       |  |  |                     |  |  |                         |  |
|                         |                     | Daniele II Radini Tedeschi | Lazzaro Radini Tedeschi        |  |  |       |  |  |                     |  |  |                         |  |
|                         |                     | Daniele II Radini Tedeschi | Ermellina Grassi               |  |  |       |  |  |                     |  |  |                         |  |
| Angela Radini Tedeschi  |                     | Daniele II Radini Tedeschi |                                |  |  |       |  |  |                     |  |  |                         |  |
|                         |                     | Caterina Panichi           | ..                             |  |  |       |  |  |                     |  |  |                         |  |
|                         |                     | Caterina Panichi           | ..                             |  |  |       |  |  |                     |  |  |                         |  |
|                         |                     | Caterina Panichi           | ...                            |  |  |       |  |  |                     |  |  |                         |  |
|                         |                     | Caterina Panichi           |                                |  |  |       |  |  |                     |  |  |                         |  |

## Genealogia
|            |            |                                             |                                             |                 |                           |                           |                     |                     |                     |       |       |        |                     |                          |                          |                     |                     |                                   |                                   |                       |                       |
|            |            |                                             |                                             |                 |                           |                           |                     |                     | Rodolfo (1452-1495) |       |       |        |                     |                          |                          |                     |                     |                                   |                                   |                       |                       |
|            |            |                                             |                                             |                 |                           |                           |                     |                     |                     |       |       |        |                     |                          |                          |                     |                     |                                   |                                   |                       |                       |
|            |            |                                             |                                             |                 |                           |                           |                     |                     |                     |       |       |        |                     |                          |                          |                     |                     |                                   |                                   |                       |                       |
|            |            |                                             |                                             |                 | Gianfrancesco (1488-1525) | Gianfrancesco (1488-1525) |                     |                     |                     |       |       |        | Aloisio (1494-1549) | Aloisio (1494-1549)      |                          |                     |                     |                                   |                                   |                       |                       |
|            |            |                                             |                                             |                 |                           |                           |                     |                     |                     |       |       |        |                     |                          |                          |                     |                     |                                   |                                   |                       |                       |
|            |            |                                             |                                             |                 |                           |                           |                     |                     |                     |       |       |        |                     |                          |                          |                     |                     |                                   |                                   |                       |                       |
|            |            |                                             |                                             |                 | Ramo di Luzzara ·         | Ramo di Luzzara ·         | Alfonso (1541-1592) | Alfonso (1541-1592) |                     |       |       |        |                     |                          |                          | Orazio (1545-1587)  | Orazio (1545-1587)  |                                   | Ferrante (1544-1586)              | Ferrante (1544-1586)  |                       |
|            |            |                                             |                                             |                 |                           |                           |                     |                     |                     |       |       |        |                     |                          |                          |                     |                     |                                   |                                   |                       |                       |
|            |            |                                             |                                             |                 |                           |                           |                     |                     |                     |       |       |        |                     |                          |                          |                     |                     |                                   |                                   |                       |                       |
| Ferdinando | Ferdinando | Caterina 1 sp. Carlo Trivulzio (1574-1615?) | Caterina 1 sp. Carlo Trivulzio (1574-1615?) | Giulia (1576-?) | Giulia (1576-?)           | Ginevra (1578-?)          | Ginevra (1578-?)    | Giovanna            | Giovanna            | Maria | Maria | Luigia | Luigia              | Luigi (naturale, 1550-?) | Luigi (naturale, 1550-?) | Ramo di Solferino · | Ramo di Solferino · | Rodolfo (1569-1593)               | Rodolfo (1569-1593)               | Francesco (1577-1616) | Francesco (1577-1616) |
|            |            |                                             |                                             |                 |                           |                           |                     |                     |                     |       |       |        |                     |                          |                          |                     |                     |                                   |                                   |                       |                       |
|            |            |                                             |                                             |                 |                           |                           |                     |                     |                     |       |       |        |                     |                          |                          |                     |                     |                                   |                                   |                       |                       |
|            |            |                                             |                                             |                 |                           |                           |                     |                     |                     |       |       |        |                     |                          |                          |                     |                     | Ramo di Castel Goffredo (estinto) | Ramo di Castel Goffredo (estinto) | Ramo di Castiglione · | Ramo di Castiglione · |